# 小哈瓦那
小哈瓦那（英語：Little Havana）是位於美國佛羅里達州迈阿密-戴德县邁阿密的一個地區，是古巴流亡者及中南美洲移民的重要聚居区，该地区得名于古巴首都哈瓦那。这片面积约2.5平方英里的社区东临95号州际公路，北接海豚高速公路，第八街（西南8街/塔米亚米小径）和西弗拉格勒街构成其主要交通动脉。迈阿密-戴德公交系统通过多条线路服务该区域。
1930年代，这片区域原本是以犹太居民为主的中下层社区。1960年代古巴革命后，大量逃离卡斯特罗政权的古巴人涌入此地。彼时多数难民将此地视为临时居所，期待有朝一日能重返故土。然而，随着时间流逝，他们发觉古巴共产党并无倒台迹象。到了1970年，该社区的古巴裔人口比例超过85%，这里逐渐成为古巴难民的永久定居点，并发展为新移民落脚点和古巴商人的创业中心，其中第八街成为社区核心地带。1980至1990年代，来自尼加拉瓜、洪都拉斯等中美洲国家的新移民持续涌入，虽然人口构成日益多元化，但社区商业仍以古巴裔经营为主。
小哈瓦那以作为迈阿密的古巴文化活动中心而闻名，并且成为了解古巴文化的旅游景点。马克西莫·戈麦斯公园（俗称多米诺骨牌公园）是古巴移民聚会的重要场所，古巴人习惯在此品尝咖啡、抽雪茄、玩多米诺骨牌
。社区内的名人步道镌刻着塞莉亚·克鲁斯、格洛丽亚·埃斯特凡、胡利奥·伊格莱西亚斯、德西·阿纳兹等著名拉丁裔歌手及演员的名字。当地的拉丁文化年度盛事有第八街嘉年华（Calle Ocho Festival）和文化星期五（Viernes Culturales）等活动。
社区建筑呈现典型的加勒比风格，沿街商铺多为家庭经营的小型企业，包括雪茄作坊、古巴三文治店和咖啡馆。这些商业场所通常延续哈瓦那老城的装饰元素，如彩色瓷砖、铁艺栏杆等，仍保持着浓厚的拉丁社区特色，其独特的文化景观使其成为全球最具代表性的古巴流亡者社区。2015年，小哈瓦那被列入美国国家历史保护信托基金的“11个最濒危之历史场所”年度名单。2017年，更被该信托基金指定为国宝级历史遗产。